# New Century Holdings
New Century Holdings (NCH) este un grup american de investiții în țările din Europa Centrală și de Est.
Investițiile realizate până în mai 2009 se ridicau la peste 3 miliarde de dolari, din care peste 300 milioane de dolari în România.
New Century Holdings se află pe piața românească din anul 1994, iar în prezent administrează participații majoritare și minoritare la peste 300 de companii românești din diverse sectoare de activitate, implicându-se în dezvoltarea mai multor domenii importante ale economiei românești: industria electrotehnică, a materialelor de construcții, de morărit și panificație, servicii financiar-bancare, Internet/IT, servicii financiare de capital, și proprietăți imobiliare.

## New Century Holdings în România
Grupul este reprezentat în România prin NCH Advisors, al cărui președinte este Siminel Andrei.
NCH Advisors administrează mai multe fonduri de investiții, printre care Lindsell Enterprises și Broadhurst.
Este unul dintre cei mai importanți investitori în companiile cotate la Bursa de Valori București, prin deținerea unor participații minoritare sau majoritare.
Portofoliul de participații majoritare administrat de NCH Advisors în România acoperă domenii precum: industria alimentară (grupul Vel Pitar), real estate (rețelele United Capital, Winmarkt și IMS Proprietăți), bănci (Libra Bank), IT/internet (Netbridge, Active Soft), producție și servicii industriale (Electroaparataj, Anticorosiv, UMEB).
Mai deține și companiile Elpreco și Romportmet.
O bună parte din participațiile majoritare deținute sunt administrate prin fondul de investiții Broadhurst, care mai deține acțiuni la companii precum Elpreco Craiova, Asirom și Romarta.
Este unul dintre cei mai mari investitori în piața de Internet din România, deținând majoritatea acțiunilor în companii precum Active Soft (ziare.com, bestmusic.ro, metalhead.ro, 220.ro), Vodanet (acasa.ro, ele.ro), NetBridge (trafic.ro, boom.ro), iMedia (eva.ro, cinemagia.ro, automarket.ro) etc.

### Netbridge
Netbridge este denumirea generică conferită investițiilor făcute în piața online românească a fondului privat New Century Holding (NCH)/ Broadhurst.
Netbridge este un grup de companii cu peste 500 de angajați (mai 2009).
Companiile care fac parte din grup sunt: Active Soft (cel mai mare publisher din România), iMedia (publishing), Vodanet (publishing), Netbridge Investments (entitatea comercială a grupului, deținător al rețelei Boom Advertising), Netbridge Development (dezvoltare și publishing), Acasă Media (publishing) și alții.